# Médaille Spingarn
La médaille Spingarn (Spingarn Medal) est une récompense annuelle décernée par la National Association for the Advancement of Colored People (NAACP) pour une contribution exceptionnelle à la vie culturelle, scientifique, politique américaine d'un Afro-Américain. Créée en 1913 sur l'initiative de Joel Elias Spingarn (en), président de la NAACP en 1914. La première médaille est décernée au biologiste Ernest Everett Just. 

## Récipiendaires
- 1915 Ernest Everett Just (biologiste)
- 1916 Colonel Charles Young (militaire)
- 1917 Harry Burleigh (compositeur, pianiste, chanteur)
- 1918 William Stanley Braithwaite (poète, éditeur, critique littéraire).
- 1919 Archibald Grimké (avocat, diplomate)
- 1920 William E. B. Du Bois (auteur, fondateur de la NAACP)
- 1921 Charles Sidney Gilpin (acteur)
- 1922 Mary Burnett Talbert (présidente de la National Association of Colored Women)
- 1923 George Washington Carver (botaniste)
- 1924 Roland Hayes (chanteur, soliste au Boston Symphony Orchestra)
- 1925 James Weldon Johnson (poète, secrétaire exécutif de la NAACP)
- 1926 Carter G. Woodson (historien)
- 1927 Anthony Overton (homme d'affaires, président de la Victory Life Insurance Company)
- 1928 Charles W. Chesnutt (auteur)
- 1929 Mordecai W. Johnson (enseignant)
- 1930 Henry A. Hunt (principal de High School)
- 1931 Richard Berry Harrison (acteur)
- 1932 Robert Russa Moton (principal du Tuskegee Institute)
- 1933 Max Yergan (missionnaire)
- 1934 William T. B. Williams (doyen du Tuskegee Institute)
- 1935 Mary McLeod Bethune (enseignante et militante)
- 1936 John Hope (enseignant)
- 1937 Walter F. White (secrétaire général de la NAACP)
- 1938 non attribué
- 1939 Marian Anderson (chanteuse d'opéra)
- 1940 Louis T. Wright (chirurgien)
- 1941 Richard N. Wright (auteur)
- 1942 Asa Philip Randolph (syndicaliste)
- 1943 William H. Hastie (juriste et professeur d'université)
- 1944 Charles R. Drew (médecin)
- 1945 Paul Robeson (chanteur, acteur)
- 1946 Thurgood Marshall (avocat)
- 1947 Percy L. Julian (chimiste)
- 1948 Channing Heggie Tobias (participant du President's Committee on Civil Rights (en))
- 1949 Ralph Bunche (diplomate et prix Nobel de la paix 1950)
- 1950 Charles Hamilton Houston (NAACP Legal Committee)
- 1951 Mabel Keaton Staupers (leader de la National Association of Colored Graduate Nurses (en))
- 1952 Harry Tyson Moore (enseignant, leader de la NAACP)
- 1953 Paul Williams (architecte)
- 1954 Theodore K. Lawless (médecin, enseignant, philanthrope)
- 1955 Carl J. Murphy (éditeur)
- 1956 Jackie Robinson (sportif)
- 1957 Martin Luther King (militant politique et pasteur)
- 1958 Daisy Bates et les neuf de Little Rock (militants)
- 1959 Duke Ellington (compositeur et pianiste)
- 1960 Langston Hughes (poète et auteur de pièces de théâtre)
- 1961 Kenneth B. Clark (professeur de Psychologie au City College of New York)
- 1962 Robert C. Weaver (Administrateur de la Housing and Home Finance Agency (en))
- 1963 Medgar Evers (martyr du mouvement des droits civiques au Mississippi)
- 1964 Roy Wilkins (directeur exécutif de la NAACP)
- 1965 Leontyne Price (chanteuse d'opéra)
- 1966 John Harold Johnson (président-fondateur de la Johnson Publishing Company (en).)
- 1967 Edward W. Brooke III (premier Noir à remporter le vote populaire pour le Sénat américain)
- 1968 Sammy Davis Jr. (artiste)
- 1969 Clarence M. Mitchell, Jr. (directeur régional de la NAACP)
- 1970 Jacob Lawrence (peintre)
- 1971 Leon Howard Sullivan (militant et pasteur)
- 1972 Gordon Parks (photographe, cinéaste, compositeur)
- 1973 Wilson Riles (enseignant)
- 1974 Damon Keith (juriste)
- 1975 Hank Aaron (sportif)
- 1976 Alvin Ailey (chorégraphe et danseur)
- 1977 Alex Haley (auteur)
- 1978 Andrew Young (diplomate, militant et pasteur)
- 1979 Rosa Parks (militante du mouvement des droits civiques)
- 1980 Rayford Logan (enseignant, historien)
- 1981 Coleman Young (politicien)
- 1982 Benjamin Mays (enseignant, militant, président du Collège Morehouse)
- 1983 Lena Horne (chanteuse)
- 1984 Tom Bradley (maire de Los Angeles)
- 1985 Bill Cosby (artiste, auteur et enseignant)
- 1986 Benjamin Hooks (directeur exécutif de la NAACP)
- 1987 Percy Sutton (homme d'affaires)
- 1988 Frederick D. Patterson (professeur d'université, vétérinaire)
- 1989 Jesse Jackson (homme politique)
- 1990 Douglas Wilder (homme politique)
- 1991 Général Colin Powell (militaire, homme politique)
- 1992 Barbara Jordan (femme politique)
- 1993 Dorothy Height (présidente du National Council of Negro Women (en) )
- 1994 Maya Angelou (poétesse)
- 1995 John Hope Franklin (historien et professeur d'université)
- 1996 Aloyisus Leon Higginbotham, Jr. (juriste, homme politique)
- 1997 Carl Rowan (journaliste)
- 1998 Myrlie Evers-Williams (président de la NAACP)
- 1999 Earl G. Graves Sr. (président du Black Enterprise (magazine) (en))
- 2000 Oprah Winfrey (actrice, animatrice télé et philanthrope)
- 2001 Vernon Jordan (politicien)
- 2002 John Lewis (membre du Congrès)
- 2003 Constance Baker Motley (Sénateur, juge à la Cour fédérale)
- 2004 Robert L. Carter (juge à la Cour fédérale, cofondateur de la National Conference of Black Lawyers (en))
- 2005 Oliver Hill (avocat)
- 2006 Benjamin Carson (neurochirurgien)
- 2007 John Conyers (membre du Congrès)
- 2008 Ruby Dee (actrice)
- 2009 Julian Bond (militant)
- 2010 Cicely Tyson (actrice)
- 2011 Frankie Muse Freeman (militant)
- 2012 Harry Belafonte (chanteur, acteur)
- 2013 Jessye Norman (chanteuse d'opéra)
- 2014 : Quincy Jones (trompettiste, arrangeur, compositeur, producteur)
- 2015 : Sidney Poitier (acteur et militant)
- 2016 : Nathaniel R. Jones (avocat, juriste, universitaire)
- 2018 : Willie L. Brown (ancien maire de San Francisco)
- 2019 : Patrick Gaspard (homme politique, membre du Parti démocrate, ancien ambassadeur des États-Unis en Afrique du Sud)
- 2021 : Cato T. Laurencin (en) (professeur en biologie, spécialiste des nanotechnologies),
- 2022 : Jim Clyburn, membre influent de la Chambre des représentants ,
- 2023 : Hazel Nell Dukes (ancien président de la NAACP)

## Pour approfondir

#### Essai
- (en-US) Melvin I. Douglass, Black Winners : A History of Spingarm Medalists, 1915-1983, Brooklyn, New York, D.A. Reid Enterprises, 1984, 164 p. (ISBN 9780912444314, OCLC 11461355, lire en ligne),

#### Articles anglophones
- W. Montague Cobb, « Charles Richard Drew, 1904-1950 », The Journal of Negro History, vol. 35, no 3,‎ juillet 1950, p. 348-352 (5 pages) (lire en ligne ),
- Francis H. Thompson, « Arthur Barnett Spingarn: Advocate for Black Rights », The Historian, vol. 50, no 1,‎ novembre 1987, p. 54-66 (13 pages) (lire en ligne ),
- Lori Harrison-Kahan, « Scholars and Knights: W. E. B. Du Bois, J. E. Spingarn, and the NAACP », Jewish Social Studies, vol. 18, no 1,‎ 2011, p. 63-87 (25 pages) (lire en ligne ),